# Олімпійська рада Ірландії
Олімпійська рада Ірландії (ірл. Comhairle Oilimpeach na hÉireann; англ. Olympic Council of Ireland) — організація, що представляє Ірландію в міжнародному олімпійському русі. Заснована і зареєстрована в МОК в 1922 році.
Штаб-квартира розташована в Дубліні. Є членом МОК, ЄОК та інших міжнародних спортивних організацій. Здійснює діяльність по розвитку спорту в Ірландії.